# Neujahrskonzert der Wiener Philharmoniker 1987

Herbert von Karajan, 1972

Das Neujahrskonzert der Wiener Philharmoniker 1987 war das 47. Neujahrskonzert der Wiener Philharmoniker und fand am 1. Jänner 1987 im Goldenen Saal des Wiener Musikvereins statt. Dirigiert wurde es von Herbert von Karajan. Es war dessen einziges Neujahrskonzert.
Das Konzert wurde in Bild und Ton aufgezeichnet und weltweit im Fernsehen übertragen.

## Paradigmenwechsel
Das Neujahrskonzert war von 1939/40 bis 1986 im Grundsatz in festen Händen jeweils eines Dirigenten – bis 1954 (Ausnahme: 1946 und 1947) war dies Clemens Krauss, danach fünfundzwanzig Jahre lang Willi Boskovsky und schließlich von 1980 bis 1986 Lorin Maazel. Lediglich in den Jahren 1946 und 1947, als Clemens Krauss wegen seiner Nähe zum NS-Regime mit Berufsverbot belegt war, konnte Josef Krips die Konzertreihe leiten. Mit diesem Jahr wechselt die Leitung des Neujahrskonzert jedes Jahr, so beschlossen es die Wiener Philharmoniker. Zu den ersten Dirigenten, die eingeladen wurden, zählten die damals weltweit bekanntesten Dirigenten: Karajan, der den Anfang machte,  Abbado, Kleiber und Mehta. Bernstein war ebenfalls angedacht, dies wurde durch seinen Tod nicht mehr realisiert.

## Künstlerischer Kontext
Der künstlerische Erfolg Karajans beruhte in den Nachkriegsjahren auf der engen Bindung an zwei der weltbesten Orchester, die Wiener Philharmoniker, die er an der Wiener Staatsoper, bei den Salzburger Festspielen, in Abonnementkonzerten und auf Tourneen dirigierte, und die Berliner Philharmoniker, deren Chefdirigent er von 1954 bis 1989 war. Es bestand eine gewisse Rivalität der beiden Klangkörper um lukrative Schallplatten-Aufnahmen, welche von Karajan geschickt genutzt wurde. Als sich Anfang der 1980er Jahre das Verhältnis der Berliner zu ihrem Chef dramatisch verschlechterte, nutzten die Wiener Philharmoniker die Möglichkeit und luden Karajan ein. Zuvor hatte das Orchester, welches seit 1934 auf Dirigenten in der Leitungsfunktion verzichtet, beschlossen, für das Neujahrskonzert alljährlich einen anderen Dirigenten einzuladen. Die Wiener Philharmoniker waren Taufpaten von Karajans erster Tochter, Isabel, die Berliner übernahmen diese Funktion für die zweite Tochter, Arabel.

## Blumenschmuck
Wie seit 1980 war der Blumenschmuck eine Spende der Stadt San Remo, arrangiert von den Wiener Stadtgärtnern.

## Programm

### 1. Teil
- Johann Strauss (Sohn): Ouvertüre zur Operette Der Zigeunerbaron
- Josef Strauss: Sphärenklänge (Walzer), op. 235
- Johann Strauss (Sohn): Annen-Polka, op. 117
- Josef Strauss: Delirien (Walzer), op. 212

### 2. Teil
- Johann Strauss (Sohn): Ouvertüre zur Operette Die Fledermaus
- Johann Strauss (Vater): Beliebte Annen-Polka, op. 137
- Johann Strauss (Sohn): Vergnügungszug (Polka schnell), op. 281
- Johann Strauss (Sohn): Kaiser-Walzer, op. 437
- Johann und Josef Strauss: Pizzicato-Polka, op. 234
- Johann Strauss (Sohn): Perpetuum mobile (Musikalischer Scherz), op. 257
- Johann Strauss (Sohn): Unter Donner und Blitz (Polka schnell), op. 324
- Johann Strauss (Sohn): Frühlingsstimmen (Walzer), op. 410 [Version mit Gesang] mit Kathleen Battle als Solistin

### Zugaben
- Josef Strauss: Ohne Sorgen (Polka schnell), op. 271
- Johann Strauss (Sohn): An der schönen blauen Donau (Walzer), op. 314
- Johann Strauss (Vater): Radetzky-Marsch, op. 228

Werkliste und Reihenfolge sind der Website der Wiener Philharmoniker entnommen.
Bisher nicht in einem Neujahrskonzert aufgeführte Werke waren nicht Bestandteil des Programms.

## Tanzeinlagen (nur im Fernsehmitschnitt zu sehen)
- Spanische Hofreitschule: Beliebte Annen-Polka
- Wiener Staatsopernballett: Kaiser-Walzer, Choreographie: Gerlinde Dill, Kostüme: Alice Maria Schlesinger, Sets: Rudolf Höfling, Solisten: Christine Gaugusch, Maria-Luise Jaska, Jolantha Seyfried, Gyula Harangozó, Heinz Heidenreich, Christian Tichy, Tänzer

Die Musik zu den Balletteinlagen wurde aus dem Musikvereinssaal in die Hofreitschule bzw. in das Schloss Schönbrunn übertragen, sodass die Pferde bzw. die Tänzer des Staatsopernballetts entsprechend Karajans Wunsch zum originalen Konzert tanzen konnten, es handelte sich dabei um keine Aufzeichnungen. Die Außenansicht des Schlosses war freilich nicht „live“ – an den Tagen vor dem Konzert herrschte Tauwetter und die weiße Pracht hatte sich aufgelöst.

## Aufnahme
- Neujahrskonzert in Wien 1987, DVD

## Spätere Rezeption
In den Jahren 1999 und 2000 wurde das Neujahrskonzert 1987 beim Film-Festival auf dem Wiener Rathausplatz gezeigt.